# 竹本悠人
竹本 悠人（たけもと はると）は、日本の音楽プロデューサー・作詞家・作曲家。

## 経歴
第6回ラブストーリー映画祭ノミネート作品 『優しさと泪と』 の主題歌「丘の向こうへ」の作詞作曲を手掛ける。藤江れいな・よしもとクリエイティブ・エージェンシー所属のゆいP（おかずクラブ）がダブル主演を務めた映画『幽鬼』のエンディングテーマ曲『Day By Day』の作詞作曲を手掛ける。CDドラマ『青春浪費戦騎ジューダイン』の主題歌「青春のキャリー」の作詞作曲を手掛けた。『青春のキャリー』は東京FM等で1クール間放送された。
2016年『劇場版 深夜Cafe』のオープニング主題歌、挿入歌として「Midnight Cafe」の編曲、「花」の作詞作曲を手掛ける。
このほか、数多くの楽曲を手掛け、その才能・経験・実績を活かし2015年よりクリエイティブチーム『teamA（チームエー）』を率いる。「teamA」には、振付・演出家・音楽プロデューサーのケンジ中尾等が参加した。また、2016年に設立されたレーベルASTAR9Record（アスターナインレコード）の音楽プロデューサーとしても活躍している。

## 主な参加作品
- 丘の向こうへ（2014）
- 優しさと泪と（2014）
- Day By Day（2014）
- 幽鬼（2014）
- 青春のキャリー（2015）
- 青春浪費戦騎ジューダイン（2015）
- Midnight Cafe（2016）
- 劇場版 深夜Cafe（2016）